# Аскалібаза
Ескаліва́да (кат. escalivada, вимова [əskəłiˈβaðə]) — типова традиційна страва каталонської кухні.
Цей традиційний каталонський гарнір до риби чи м'яса готується з печених овочів — капсикуму (мексиканського перця), баклажанів, цибулі, іноді картоплі. Слугує також начинкою для коки з овочами. У Валенсії називається еспенка́т (кат. espencat), на Мальорці — тремпо́ (кат. trempó).